# ヤヴォジュノ
ヤヴォジュノ （Jaworzno [jaˈvɔʐnɔ], ドイツ語：Arnshalde アルンスハルデ） はポーランド西部、シロンスク県の都市。人口200万人を抱える「上シロンスク広域都市圏」に属する。近代には周辺に小規模の炭鉱が何か所も開発され、炭鉱町として栄えた。現在は炭鉱が廃止され、広域経済圏の中心都市カトヴィツェ市のベッドタウンとして発展。スポーツ・文化の振興が盛んである。ヨーロッパ最新式のスポーツ施設や文化施設がいくつかあり、それらで国内・国際イベントがよく開催される。13世紀から続く中央市場広場を中心に商店街と住宅が広がり、近くに昔の領主が住んでいた白亜の宮殿がある。中心から離れたところに鉄道駅、一見フィンランド風の新興住宅地、大きな公園、人工ビーチと水上スキー競技施設のある湖、大型ショッピングセンター、高級乗馬クラブなどが点在し、さらに郊外に行くと火力発電所（市内や周辺地域に電力と温水を供給している）がある。環境政策にも熱心で、発電所は最新式の環境設備を備え、周辺で保護されている52種類の貴重植物への悪影響を最小限に抑える配慮がされている。
街の西方にある「モラヴィア門」（モラヴィア地方との境にある広く低い峠で、古代からそう呼ばれている）からは常に西南のそよ風（風速約2メートル）が吹いている。

## 出身著名人
- バーシア - ポーランドの歌手
- ヤン・ウルバン - ポーランドのサッカー選手

## 姉妹都市
- カルヴィナー、チェコ
- シゲタロム、ハンガリー